# مارشيل كافيندش
مارشيل كافنديش هي شركة فرعية تابعة لمجموعة التايمز Times Publishing Group، وهي شركة تابعة للطباعة والنشر تابعة لمجموعة Fraser and Neave التي تتخذ من سنغافورة مقراً لها (والتي تمتلك بدورها حاليًا شركة ThaiBev ، شركة المشروبات في تايلاند) ، وهي حاليًا ناشر للكتب والأعمال الدلائل والمجلات. تأسست شركة مارشال كافنديش في المملكة المتحدة عام 1968 على يد نورمان مارشال وباتريك كافنديش. استحوذت عليها مجموعة Times Publishing Group في عام 1980.
في عام 2011 ، استحوذت دار نشر أمازون على أكثر من 450 عنوانًا من كتب مارشال كافنديش التجارية للأطفال في الولايات المتحدة ، وهي شركة مارشال كافنديش للأطفال (MCCB).  في عام 2013 ، استحوذ Roger Rosen من Rosen Publishing على شركة Marshall Cavendish الأمريكية الخاصة بكتب الأطفال.

## كتب
- كيف يعمل (أعيد طبعه وتحديثه لاحقًا بواسطة HS Stuttman Co.، Inc. في الولايات المتحدة ، بعنوان موسوعة العلوم المصورة والاختراعات.

## المجلات ، الأعمال الفنية
- علوم التجسس
- جيل الشباب (YG)
- قصة حياة - نُشرت في 105 أجزاء أسبوعية - 1970 - 75 سنتًا للمجلة
- تاريخ الحرب العالمية الثانية - نُشر في 96 جزءًا أسبوعيًا - 1973 - 95 سنتًا للمجلة
  - سجلات قضايا القتل - نُشر في 153 جزءًا أسبوعيًا - 1989
- فنانون عظماء - 96 جزءًا - نُشر لأول مرة عام 1985[3]
- العازفين العظماء وموسيقاهم - 63 جزءًا - نُشر لأول مرة عام 1985
  - الأوقات الماضية - 102 جزء - تم النشر في عام 1987[4]
- رجل وامرأة - 1970 - 1976
- الاكتشاف: سافر عبر الزمن وأعد الماضي إلى الحياة - (المملكة المتحدة) مجلة التاريخ كل أسبوعين للأطفال الأكبر سنًا.
- موطن الأجداد - (المملكة المتحدة) 1992-1994 مجلة خيال نصف شهرية / خيال علمي للأطفال

## الأدلة
- دليل الخدمات المصرفية والمالية في سنغافورة
- دليل المؤتمرات والمعارض في سنغافورة
- دليل الأعمال التجارية للأغذية السنغافورية
- دليل الشركات المعتمدة في سنغافورة
- دليل سنغافورة للتكنولوجيا الحيوية
- دليل سنغافورة MedTech
- دليل بناة سنغافورة
- كتاب مصدر سنغافورة للمهندسين المعماريين والمصممين ومقاولي البناء
- دليل سنغافورة للعملية والصناعات الكيماوية
- دليل سنغافورة للكيماويات المتخصصة
- دليل صناعة الإلكترونيات في سنغافورة
- دليل الصناعة البيئية في سنغافورة
- دليل الأعمال التجارية تايمز سنغافورة
- دليل الصناعة الحلال في سنغافورة
- دليل سنغافورة للشحن الجوي
- دليل سنغافورة البحري
- سنغافورة لإصلاح السفن وبناء السفن ودليل الصناعات البحرية
- دليل سنغافورة الرياضي

## كتب مكتبة الألوان
أنتج الناشر ، مجموعة محدودة من كتب الأولوان في ساري، عنوانًا واحدًا على الأقل تم إدراج مواده ضمن حقوق الطبع والنشر لمارشال كافنديش. 

## روابط خارجية
- موقع الشركة الألكتروني
- موقع الولايات المتحدة
- موقع سنغافورة
- موقع الفلبين
- موقع عالمي[وصلة مكسورة]
- موقع النشر التجاري لمارشال كافنديش
- موقع دليل الأعمال
- تقنيات التعليم المحدودة ، عضو آسيوي في مجموعة مارشال كافنديش للنشر